# ملکه دان‌یی
ملکه دان یی (کره‌ای: 단의왕후؛ ۱۱ ژوئیه ۱۶۸۶ – ۸ مارس ۱۷۱۸) نخستین همسر ولیعهد هی‌سو، بعداً شاه گیونگ‌جونگ چوسان بود. او قبل از به سلطنت رسیدن شوهرش درگذشت.

## در فرهنگ عامه
- بازی شده توسط وو هی جین در مجموعه تلویزیونی سال ۱۹۸۸ ام‌بی‌سی، ۵۰۰ سال چوسان، ملکه این‌هیون
- بازی شده توسط پارک جی می در مجموعه تلویزیونی سال ۲۰۰۲ کی‌بی‌اس۲، داستان سلطنتی: جانگ هی بین